# Annabel Wahba
Annabel Wahba (* 17. Mai 1972 in München) ist eine deutsche Journalistin, Drehbuch- und Jugendbuchautorin. Kernthemen ihrer Reportagen sind die Politik im Mittleren Osten sowie Flucht und Integration.

## Werdegang
Wahbas koptischer Vater kam 1958 nach einem Physikstudium an der Ain-Schams-Universität als Stipendiat nach München, wo er ihre Mutter, eine deutsche Bibliothekarin kennenlernte. Nach seiner Promotion 1964 zum Dr.-Ing. an der TU München siedelten sie zusammen mit den beiden ältesten Geschwistern Wahbas nach Kairo über. Nach dem Sechstagekrieg wanderte die Familie 1968 nach Deutschland aus, wo ihr Vater neben seiner Tätigkeit für die Gesellschaft für Anlagen- und Reaktorsicherheit an der Gründung der koptischen Gemeinden in Deutschland in den Jahren 1975 bis 1980 mitwirkte. Annabel Wahba ist im Erdinger Ortsteil Bergham aufgewachsen und zur Schule gegangen. Nach ihrem Abitur 1991 absolvierte sie eine Volontariatsausbildung an der Deutschen Journalistenschule. 1997 schloss sie ihr Studium der Politikwissenschaft an der Universität München mit einem Magister ab.
Während ihres Studiums verliebte sie sich in einen Israeli, dessenwegen sie nach ihrem Magister für zwei Jahre als freie Korrespondentin für den Mittleren Osten nach Israel ging. Ihre Erfahrungen als Deutsche mit arabischen Wurzeln zwischen Juden verarbeitete sie gemeinsam mit ihrem späteren Mann, dem schottischstämmigen Journalisten und Drehbuchautor Barry Thomson, zum Drehbuch einer 2014 von Degeto Film für BR Fernsehen verfilmten Culture-Clash-Komödie. Aus Sicht des Tagesspiegels kam dabei ein „gelungener, temperamentvoller ARD-Film […], der auch hätte von Woody Allen stammen können,“ heraus. Für Tilmann P. Gangloff zeichnete sich das Drehbuch durch seine „vielen witzigen Ideen“ aus und löste „immer wieder auf wunderbare Weise brisante Momente heiter auf.“
Im Jahre 1999 kehrte Wahba nach Deutschland zurück und gehörte ab Oktober 1999 bis 2001 der Redaktion des Jugendmagazins Jetzt an. Von 2001 bis 2006 war sie Redakteurin auf der Reportageseite des Tagesspiegels, seit 2007 ist sie Mitarbeiterin der Zeit.
In den Jahren 2006 und 2007 absolvierte Wahba gemeinsam mit ihrem Ehemann eine Ausbildung an der Drehbuchwerkstatt München. Wahba war unter anderem an den Drehbüchern mehrerer SOKO-Leipzig- und Degeto-Filme beteiligt.
Wahbas Reportage „Der letzte Chat“ wurde 2009 für den Deutschen Reporterpreis nominiert. Ihr Artikel „Meine Putzfrau kehrt heim“ wurde 2009 für die Short-List des Egon-Erwin-Kisch-Preises ausgewählt. Wahbas zusammen mit einer Journalistengruppe der Zeit im Zuge der #MeToo-Debatte durchgeführten Recherchen über die Vorwürfe sexueller Übergriffe gegen Dieter Wedel wurden mit in die Short-List des Nannen Preises der Kategorie „Investigation“ aufgenommen, für die Reporte wurde das Rechercheteam 2018 mit dem Deutschen Reporterpreis und dem Leuchtturm-Preis sowie als Journalist des Jahres ausgezeichnet.
Wahba lebt seit 2001 mit ihrem Mann Barry Thomson und ihren Kindern in Berlin.

## Bücher
- Annabel Wahba: Tausend Meilen über das Meer: die Flucht des Karim Deeb. cbj Kinderbücher Verlag, München 2016, ISBN 978-3-570-40335-8.
- Annabel Wahba: Mein Versuch, ethisch korrekt zu essen. In: Gunther Hirschfelder, Angelika Ploeger, Jana Rückert-John, Gesa Schönberger (Hrsg.): Was der Mensch essen darf: Ökonomischer Zwang, ökologisches Gewissen und globale Konflikte. Springer VS, Wiesbaden 2015, ISBN 978-3-658-01465-0, S. 309–314 (eingeschränkte Vorschau).

## Filmographie
- Blinde Liebe, SOKO Leipzig Nr. 343 S17E7, Erstausstrahlung am 16. Februar 2018.[15]
- Falsche Hoffnung, SOKO Leipzig Nr. 345 S18E2, Erstausstrahlung am 21. September 2018.[16]
- Herbe Mischung, Degeto Film/BR Fernsehen, Erstausstrahlung am 4. November 2015.[17]

## Auszeichnungen
- für die Artikel „Im Zwielicht“[18] und „Der Schattenmann“ (2018)[19] über die Vorwürfe sexueller Übergriffe gegen Dieter Wedel
  - Deutscher Reporterpreis in der Kategorie „Investigation“[13]
  - Leuchtturm-Preis[14]
  - Journalist des Jahres 2018 in der Kategorie „Reportage national“[20]
- für ihre Reportage „Unter einem Dach“ (2016)[21]
  - Karl-Buchrucker-Preis (Themenpreis)[22]
- für den Artikel „Mein arabischer Vater“ (2016)[23]
  - Andere Zeiten Journalistenpreis (2. Preis 2016)[24]
- für den Artikel „Mir gehört Auschwitz“ (1998)[25]
  - Axel-Springer-Preis für junge Journalisten[26]
  - Emma-Journalistinnen-Preis 2000 (3. Preis)[27]